# Nimbin
Nimbin är en ort i Australien. Den ligger i kommunen Lismore Municipality och delstaten New South Wales, i den sydöstra delen av landet, omkring 620 kilometer norr om delstatshuvudstaden Sydney.
Runt Nimbin är det ganska glesbefolkat, med 36 invånare per kvadratkilometer.. Närmaste större samhälle är Larnook, omkring 12 kilometer sydväst om Nimbin. 
I omgivningarna runt Nimbin växer i huvudsak städsegrön lövskog. Genomsnittlig årsnederbörd är 1 776 millimeter. Den regnigaste månaden är januari, med i genomsnitt 298 mm nederbörd, och den torraste är oktober, med 39 mm nederbörd.